# Tossal del Baró
El Tossal del Baró és una muntanya de 541 metres que es troba al municipi de Cervera, a la comarca catalana de la Segarra.